# 하와의 무덤

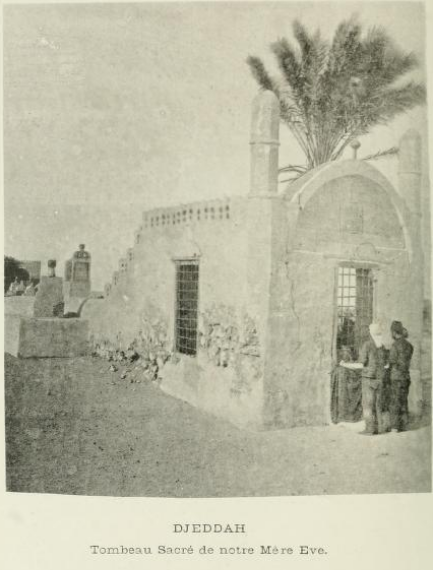
오스만 제국 시기의 1894년의 하와의 무덤

하와의 무덤 또는 이브의 무덤은 사우디아라비아 지다에 위치한 고고학적 지역이다. 일부 무슬림은 이브의 매장지로 간주한다. 헤자즈 총독 파이살 부왕은 1928년에 이곳을 파괴했다. 1975년에는 순례자들이 무덤에서 기도하는 것을 반대하는 종교 당국에 의해 이 유적지도 콘크리트로 봉인되었다.
리처드 프랜시스 버턴(Richard Francis Burton)은 천일야화의 책을 번역하면서 하와의 무덤을 보았다고 언급한다.
이슬람 종교에 따르면 이브는 인류의 할머니로 간주되며[꾸란 84페이지, 7장 11~25절] [꾸란 84페이지 20장 110~124절] 아랍어로 할머니를 의미하는 "제다"라는 이름에 영향을 미쳤다.